# Martin Pescador MP-1000

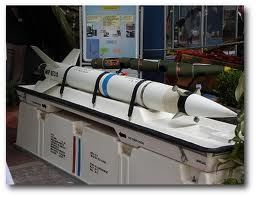
Martin Pescador MP-1000

Il Martín Pescador MP-1000 è un missile argentino aria-superficie sviluppato dal CITEFA (Instituto de Investigaciones cientificas y Técnicas de las FFAA - Forze Armate). L'utente principale era il COAN (Comando Aviazione Navale - Comando dell'Aviazione Navale) della Marina argentina.
Il Martin Pescador MP-1000 missile viene guidato con radio comando, solo in altitudine. Oggi è fuori servizio, gli esemplari rimasti sono programmati per essere convertiti nel modello AS-25K, anche questo in uso alla Marina argentina.

## Specifiche tecniche
- Tipo: missile anti-nave
- Produttore: CITEFA
- Diametro: 22 cm
- Lunghezza: 295 cm
- Apertura alare: 73 cm
- Peso totale: 140 kg
- Testata Peso standard / massa: 40 kg
- Tipo di testata: HE
- Raggio d'azione massimo: 9 km
- Guida: radio comando

## Riferimenti
- Dati tecnici e breve descrizione, su vectorsite.net.